# Chelsea, Québec
Chelsea är en kommun i provinsen Québec i Kanada. Den ligger i regionen Outaouais, i den sydöstra delen av landet, mellan 8 och 27 km nordväst om huvudstaden Ottawas centrum.
Kommunen är officiellt tvåspråkig (franska och engelska), med 51 % fransktalande och 48 % engelsktalande (modersmålstalare) vid folkräkningen 2021.